# 佐山美絵
佐山 美絵（さやま みえ、1981年3月30日 - ）は、日本の元レースクイーン、モデル。

## 略歴・人物
2002年、全日本GT選手権で、A&Sレーシングのレースクイーンとしてデビュー。2006年までサーキットで活動。
京都府出身でデビュー前の職業はアパレル販売員。学生時代はバトントワリング部に所属。特技はダンス。
両親と姉の4人家族で、姉はすでに結婚し2人の子供がいる。本人のブログでも自身の甥がよく出てくる。
2004年頃からレースクイーンと同時にイベントプロデュースの仕事も始めるが2007年に結婚し引退している。